# Adriaan Reland
Adriaan Reland (também conhecido como Adriaen Reeland/Reelant, Hadrianus Relandus) (De Rijp, 17 de julho de 1676 — Utrecht, 5 de fevereiro de 1718) foi um erudito, cartógrafo e filólogo orintalista neerlandês. Apesar de nunca ter saído da Holanda, ele fez contribuições significativas para a linguística e a cartografia do Oriente Médio e da Ásia, incluindo a Pérsia, o Japão e a Palestina durante as eras bíblicas (a Terra Santa).

## Juventude
Reland era filho de Johannes Reland, um ministro protestante, e de Aagje Prins, na pequena vila de De Rijp, na Holanda do Norte. O irmão de Adriaan, Peter (1678–1714), era um advogado influente em Haarlem. Reland começou a estudar latim em Amsterdã aos 11 anos e se matriculou na Universidade de Utrecht em 1693, aos 17 anos, para estudar teologia e filosofia. Inicialmente interessado em hebraico e siríaco, mais tarde começou a estudar árabe. Em 1699, após obter seu doutorado em Utrecht com o tratado De libertate philosophandi, Reland mudou-se para Leiden e foi tutor do filho de Hans Willem Bentinck, 1.º Conde de Portland, após ter recusado uma nomeação como professor de línguas orientais no ginásio acadêmico de Lingen “por causa da grande distância de sua terra natal”. O Conde de Portland o convidou para se mudar para a Inglaterra, mas Reland recusou devido à deterioração da saúde de seu pai.

## Carreira acadêmica
Em 1699, Reland foi nomeado professor de Física e Metafísica na Universidade de Harderwijk. A essa altura, ele já tinha um bom conhecimento de árabe, hebraico e outras línguas semíticas. Em 1701, aos 25 anos, foi nomeado professor de línguas orientais na Universidade de Utrecht. A partir de 1713, ele também lecionou Antiguidades Hebraicas, o que foi ampliado com uma cadeira em Antiguidade Judaica.
Reland ganhou renome por sua pesquisa em estudos islâmicos e linguística; seu trabalho é um dos primeiros exemplos de linguística comparativa. Além disso, estudou persa e se interessou pela relação dos mitos orientais com o Antigo Testamento. Publicou uma obra sobre os mitos do leste asiático, Dissertationum miscellanearum partes tres, em 1708. Além disso, descobriu a ligação da língua malaia com os dicionários do Pacífico Ocidental de Willem Schouten e Jacob Le Maire.

## Pesquisa sobre o Oriente Médio
Reland, por meio da compilação de textos árabes, concluiu o De religione Mohammedica libri duo em 1705. Essa obra, ampliada em 1717, foi considerada a primeira pesquisa objetiva das crenças e práticas islâmicas e rapidamente se tornou uma obra de referência em toda a Europa, tendo sido traduzida para o holandês, inglês, alemão, francês e espanhol.
Reland também pesquisou extensivamente os locais do Oriente Médio e a geografia bíblica, interessando-se pela Palestina. Publicou Antiquitates Sacrae veterum Hebraeorum (1708) e Palaestina ex monumentis veteribus illustrata (1714), em que descreveu e mapeou os povos bíblicos e a geografia antiga da Palestina.
O livro no qual compilou as opiniões de estudiosos do século XVII sobre a adoção do nome "Jeová" para representar o tetragrama YHWH era citado mais de cem anos depois por Wilhelm Gesenius e outros: Decas exercitationum philologicarum de vera pronuntiatione nominis Jehova.
Embora nunca tenha se aventurado além das fronteiras dos Países Baixos, destacou-se também como cartógrafo.
Reland manteve o cargo de professor por toda a vida e, além disso, tornou-se um poeta notável. Em 1718, aos 41 anos, morreu de varíola em Utrecht.

## Publicações

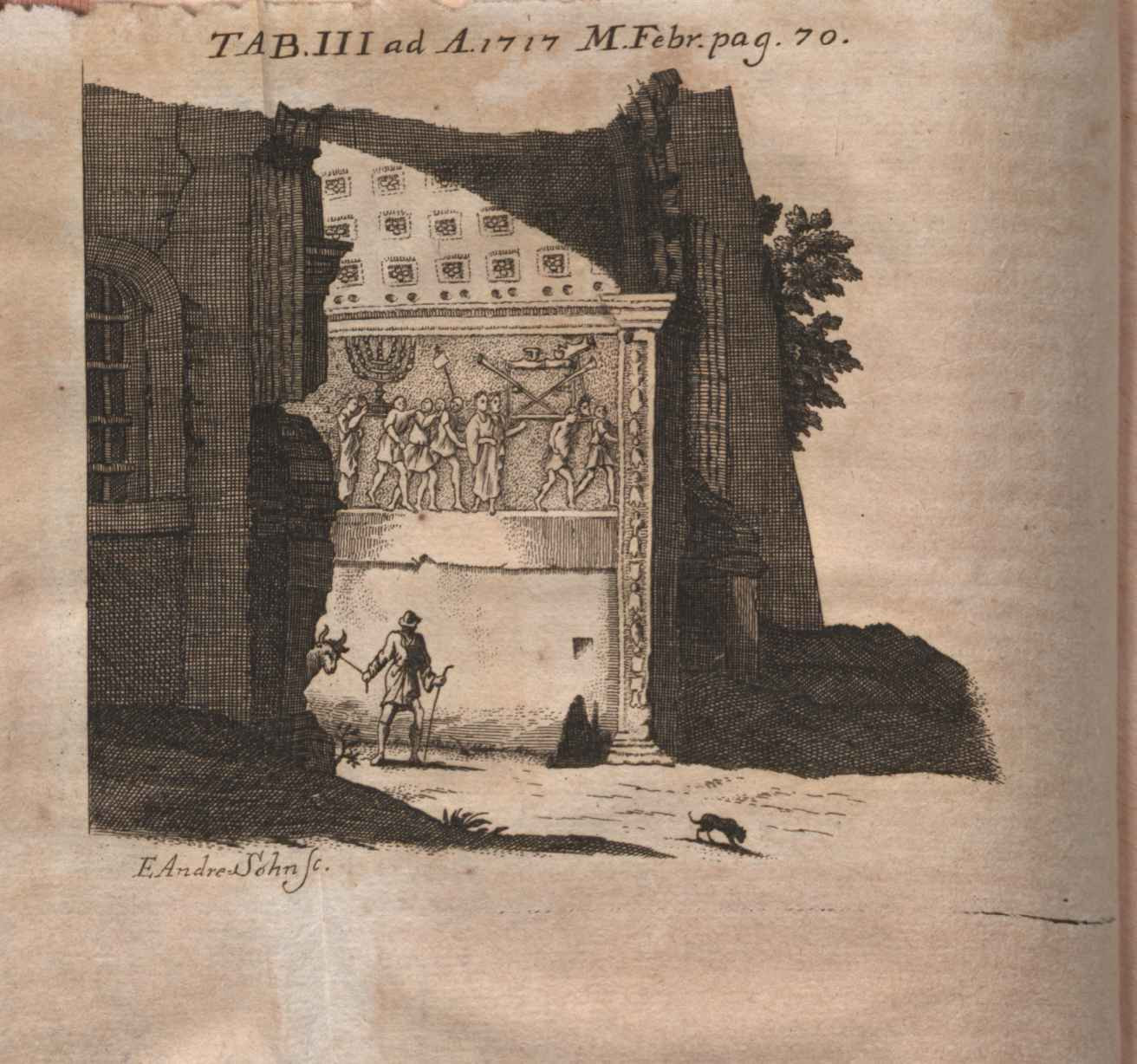
Imagem da crítica de Hadriani Relandi de spoliis templi Hierosolymitani publicada na Acta Eruditorum, 1717

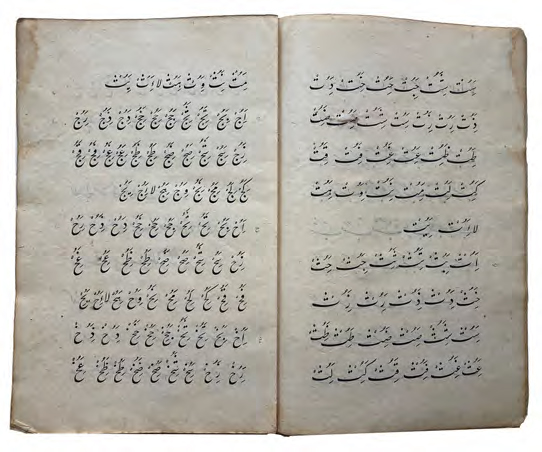
Manuscrito da obra de Reland sobre os fundamentos da língua persa (Prima elementa linguae persicae nitidissime conscriptae Adriani Relandi). Impresso em Utrecht, datado de 1705

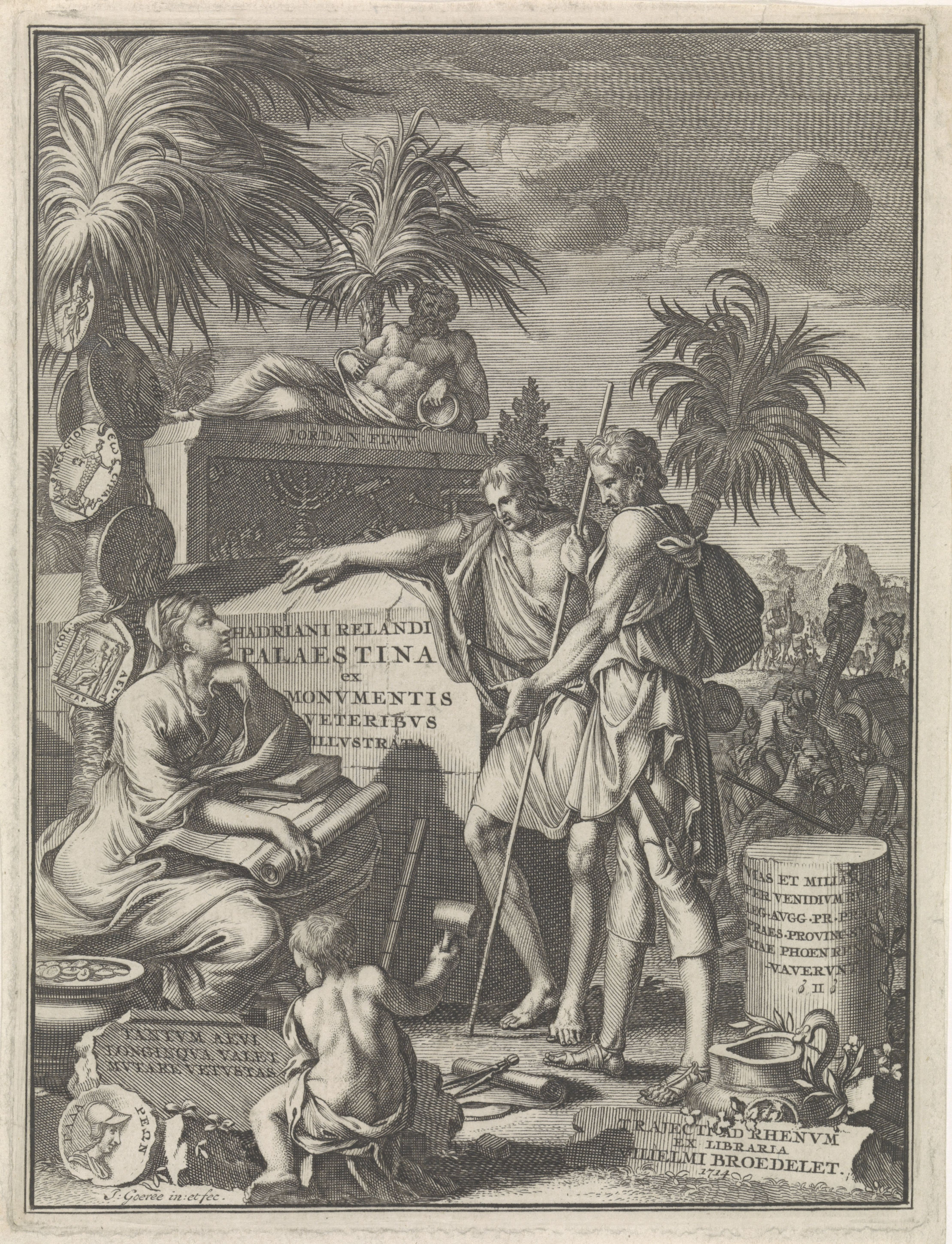
Frontispício da obra “Palaestina ex monumentis veteribus illustrata” de Adriaan Reland

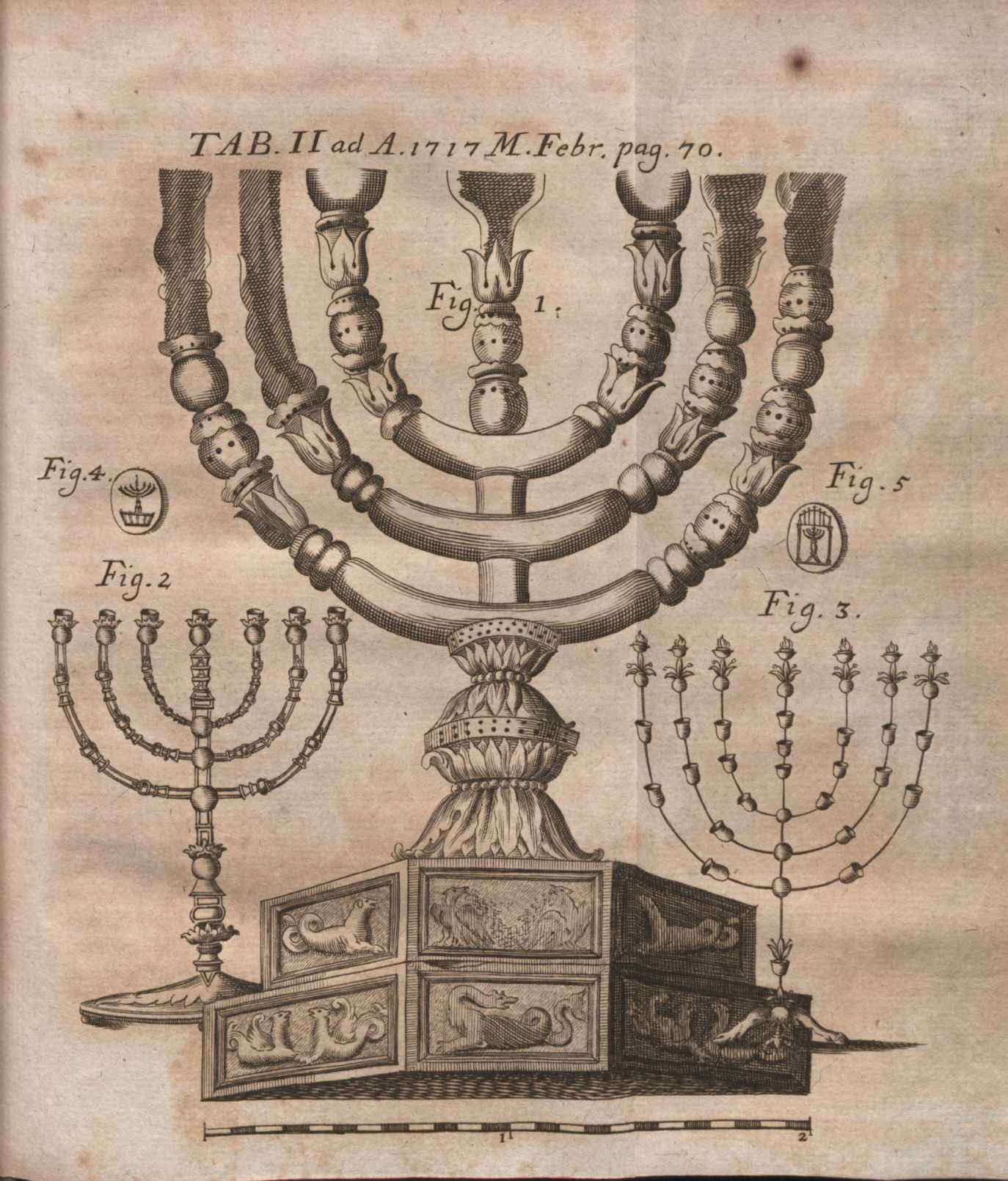
Imagem da crítica de Hadriani Relandi de spoliis templi Hierosolymitani publicada na Acta Eruditorum, 1717

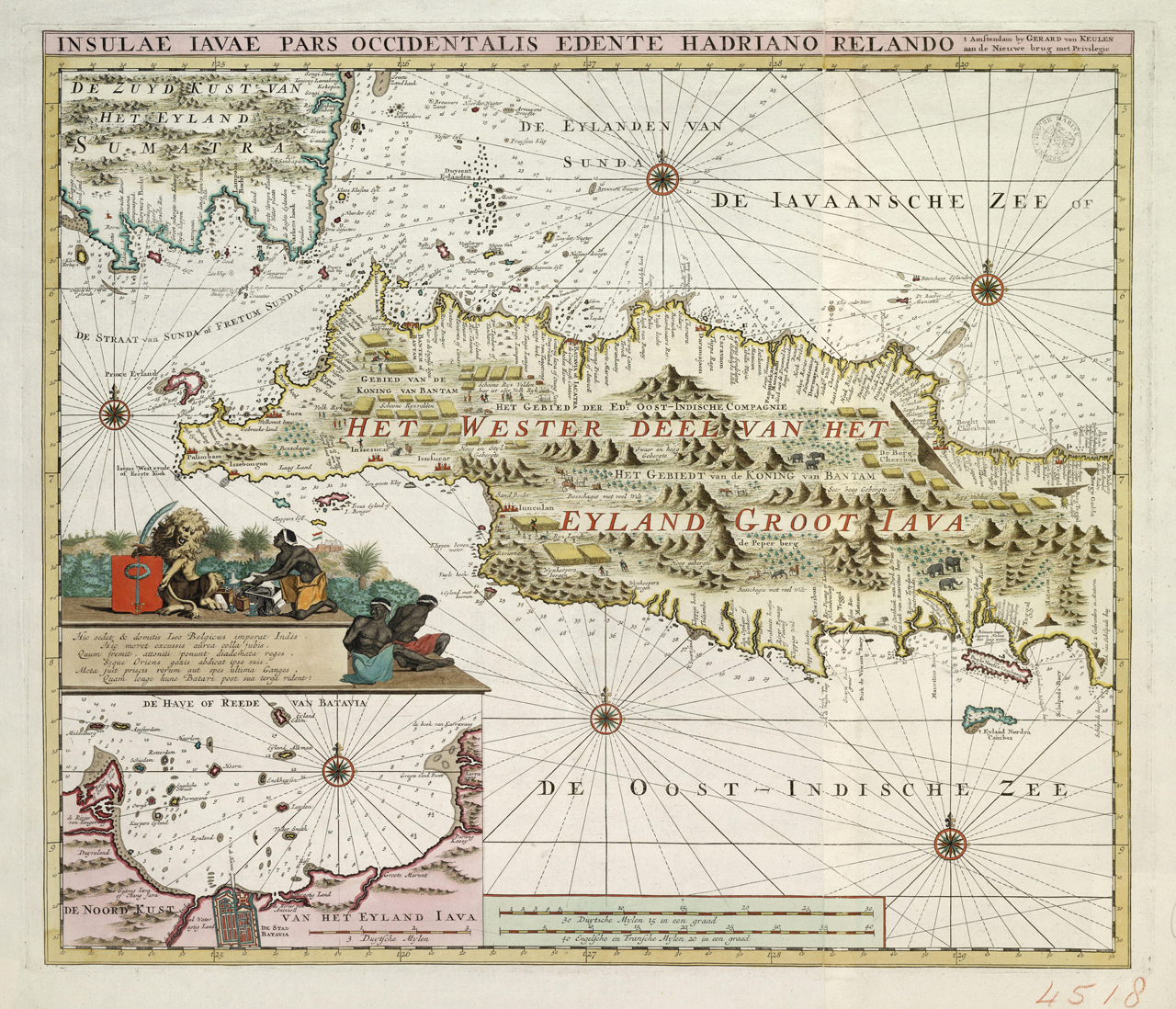
Mapa de Java Ocidental, 1718

- Disputatio philosophica inauguralis, De libertate philosophandi. Utrecht 1694 (Digitalizado)
- Exercitationis physico-mathematicæ de umbra pars prior. Utrecht 1694 (Digitalizado)
- Vindiciarum disquisitionis, de mente non ipsa cogitatione, pars prima. Utrecht 1694 (Digitalizado)
- Piae memoriae augustissimae de illustrissimae Britanniarum reginae Mariae Stuart, conjugis desideratissimae potentissimi principis Guiljelmi III. serenissimi magnae Britanniae, Galliae et Hyberniae regis, &c. &c. fidei defensoris fortis, pii, felicis, sacrum. Utrecht 1695 (Digitalizado)
- Exercitatio philologico-theologica de symbolo Mohammedico (non est Deus nisi unus). Utrecht 1696 (Digitalizado)
- Dissertatio historica de Philippi imperatoris patris, et filii, credito temere Christianismo. Leiden 1698 (Digitalizado)
- Oratio de incremento, quod philosophia cepit hoc saeculo, dicta publice a. d. VII. Eiduum Octobris, quum philosophiae docendae provinciam in Academia Gelro-Zutphanica, (quae Harderovici est) susciperet. Amesterdã 1700 (Digitalizado)
- Dissertatio juridica inauguralis, de exstructione et destructione aedificiorum. Harderwijk 1701 (Digitalizado)
- Oratio pro lingua Persica et cognatis litteris Orientalibus, dicta in Acroaterio majore IX. Kal. Mart. M DCCI. quum linguarum Orientalium professionem ordinariam in inclyta academia, quae Trajecti ad Rhenum est, susciperet. Utrecht 1701 (Digitalizado)
- Galatea, Lusus poetica. Amesterdã 1701 (Digitalizado), 2. Aufl. Utrecht 1710 (Digitalizado), 3.ª dição Utrecht 1718, 4.ª dição Utrecht 1724 (Digitalizado), Franeker 1735 (Digitalizado), Amesterdã 1739 (Digitalizado), Franeker 1747 (Digitalizado), Amesterdã 1809 (Digitalizado), Stuttgart 1845 (Digitalizado)
  - (tradução em neerlandês:) Galatea, een dichterlijke speling. Utrecht 1837 (Digitalizado)
- (anônimo:) De natuurlyke wysgeer, of Het leven van Hai Ebn Jokdan. Roterdã 1701 (Digitalizado)
- Analecta Rabbinica. Utrecht 1702 (Digitalizado), 2.ª edição Utrecht 1723 (Digitalizado)
- Dissertatio altera de inscriptione nummorum quorundam Samaritanorum, ad spectatissimum virum, Jacobum de Wilde. Utrecht 1704 (Digitalizado)
- Dissertatio de marmoribus Arabicis Puteolanis et nummo Arabico Constantini Pogonati ad amplissimum virum Didericum Modé. Amesterdã 1704 (Digitalizado)
- De religione Mohammedica libri duo. Utrecht 1705 (Digitalizado), 2.ª edição Utrecht 1717 (Digitalizado)
  - (tradução em neerlandês:) Verhandeling van de godsdienst der Mahometaanen, als mede van het krygs-regt by haar ten tyde van oorlog tegens de Christenen gebruykelyk. Utrecht 1718 (Digitalizado)
  - (tradução em inglês:) Of the Mahometan Religion, two books. Londres 1712
  - (tradução em alemão:) Zwey Bücher von der Türckischen oder Mohammedischen Religion. Hanôver 1716 (Digitalizado), 1717
  - (tradução em francês:) La religion des Mahometans, exposée par leurs propres docteurs, avec des eclaircissemens sur les opinions qu'on leur a faussement attribuées. Den Haag 1721 (Digitalizado)
- Oratio funebris in obitum viri celeberrimi Pauli Bauldri ... recitata Kalendis Martiis M D CCVI. Utrecht 1706 (Digitalizado)
- Dissertationum miscellanearum pars prima / altera / tertia, et ultima. 3 volumes, Utrecht 1706–1708, 2.ª edição do volume 1 Utrecht 1713 (Digitalizado volumes 1–3 juntos [vol. 1 na 2.ª edição])
  - Volume 1: I. De situ paradisi terrestris, II. De mari rubro sive Erythraeo, III. De monte Garizim, IV. De Ophir, V. De Diis Cabiris, VI. De veteri lingua Indica
  - Volume 2: VII. De Samaritanis, VIII. De reliquiis veteris linguae Persicae, IX. De Persicis vocabulis Talmudis
  - Volume 3: X. De jure militari Mohammedanorum contra Christianos bellum gerentium, XI. De linguis insularum quarundam Orientalium, XII. De linguis Americanis, XIII. De gemmis Arabicis
- Antiquitates sacrae veterum Hebraeorum breviter delineatae. Utrecht 1708 (Digitalizado), 3.ª edição Utrecht 1717 (Digitalizado), 4.ª edição Utrecht 1741 (Digitalizado); também sem breviter no título: Utrecht 1712 (Digitalizado), Leipzig 1713 (Digitalizado), Leipzig 1715 (Digitalizado), Leipzig 1724 (Digitalizado); também sem breviter delineatae no título: Halle 1769 (Digitalizado); também Herborn 1743 (Digitalizado)
- Enchiridion studiosi, Arabice conscriptum a Borhaneddino Alzernouchi, cum duplici versione Latina, ... ex museo Rostgardiano edidit Hadrianus Relandus. Utrecht 1709 (Digitalizado)
- De nummis veterum Hebraeorum, qui ab inscriptarum literarum forma Samaritani appellantur, dissertationes quinque. Utrecht 1709 (Digitalizado)
- Oratio de galli cantu Hierosolymis audito habita publice in Academia Trajectina a. d. XXVI Martii MDCCIX. quum magistratu Academico abiret. Roterdã 1709 (Digitalizado), Utrecht 1718 (Digitalizado)
- Brevis introductio ad grammaticam Hebraeam Altingianam. Utrecht 1704, 2.ª edição Utrecht 1710 (Digitalizado), 3.ª edição Utrecht 1722 (Digitalizado)
- Epicteti manuale et sententiae. Utrecht 1711 (Digitalizado)
- Oratio de usu antiquitatum sacrarum, quum ad professionem earum accederet. Habita Trajecti ad Rhenum a. d. 11. Februarii, anno M. D. CCXIII. hora locoque solitis. Utrecht 1713 (Digitalizado)
- Palaestina ex monumentis veteribus illustrata. Utrecht 1714 (Digitalizado volume 1, Digitalizado Bd. 2)
  - (tradução em neerlandês:) Palestina opgeheldert. Ofte de gelegentheyd van het Joodsche land. Utrecht 1719 (Digitalizado)
- De spoliis templi Hierosolymitani in arcu Titiano Romae conspicuis liber singularis. Utrecht 1716 (Digitalizado)
- (edição de Abraham Perrenot:) Adriani Relandi Poemata quae hactenus reperiri potuerunt. Utrecht 1748 (Digitalizado)